# Kota Hattori
Kota Hattori (服部 公太 Hattori Kota?), född 22 november 1977 i Chiba prefektur, är en japansk före detta fotbollsspelare.
Hattori började sin karriär 1996 i Sanfrecce Hiroshima. Han spelade 450 ligamatcher för klubben. 2012 flyttade han till Fagiano Okayama. Han avslutade karriären 2012.